# فرهنگسرای شهید منتظری
نام فرهنگسرایی است در شهر اصفهان. فرهنگسرای شهید محمد منتظری وابسته به سازمان فرهنگی تفریحی شهرداری اصفهان در مردادماه ۱۳۷۵ گشایش یافت.
مساحت زیربنای آن در سه طبقه ۲۰۹۰ متر مربع است. کتابخانه این فرهنگستان بیش از ۶۰۰ جلد کتاب و ۱۶۰۰ نفر عضو دارد.
(برگرفته از اطلاعات منطقه ۴ شهرداری اصفهان)